# Jersey (EP de Bella Thorne)
Pour les articles homonymes, voir Jersey (homonymie).
Singles
1. Call It Whatever
Sortie : 17 mai 2014

Jersey est le premier EP de l'artiste américaine Bella Thorne, sorti le 17 novembre 2014 chez Hollywood Records. Il est composé de cinq chansons notamment les titres Call It Whatever, Jersey, One More Night, Paperweight et un remix de Call It Whatever.

## Promotion
Bad Case of U est extrait de la B.O du film Mostly Ghostly: Have You Met My Ghoulfriend?, sorti le 2 septembre 2014. Le 15 octobre Belle Thorne a révélé l'annulation de l'album Call It Whatever, qui était prévu pour le 21 octobre. Elle révèle dans une interview que l'EP sera très « Girly ».

## Liste des pistes
| 1. | Call It Whatever                       | Bella Thorne, Par Westerland, Skyler Stonestreet, Rickar Paor Goransson |  | 3:03 |
| 2. | Bad Case Of U                          |                                                                         |  | 3:03 |
| 3. | Jersey                                 | Bella Thorne                                                            |  | 3:06 |
| 4. | One More Night                         | Bella Thorne                                                            |  | 3:28 |
| 5. | Paperweight                            | Bella Thorne                                                            |  | 3:35 |
| 6. | Boyfriend Material                     | Bella Thorne                                                            |  | 3:09 |
| 7. | Call it Whatever (Razor N Guido Remix) |                                                                         |  | 5:57 |